# Pelomyia occidentalis
Pelomyia occidentalis är en tvåvingeart som beskrevs av Samuel Wendell Williston  1893. Pelomyia occidentalis ingår i släktet Pelomyia och familjen Canacidae. Inga underarter finns listade i Catalogue of Life.